# Great Ness
Great Ness – wieś w Anglii, w hrabstwie Shropshire. Leży 12 km na północny zachód od miasta Shrewsbury i 236 km na północny zachód od Londynu.